# Studio (tidning)
Studio var tidigare en tidning under förlaget IDG som har funnits sedan 2003. Våren 2019 köpte två av de ursprungliga grundarna loss Studio som nu drivs som ett eget aktiebolag och vänder sig till en målgrupp bestående av musiker, producenter och låtskrivare.
Studio består av webbplatsen studio.se som uppdateras löpande med redaktionellt innehåll. På webbplatsen finns också Studio forum som är en mötesplats för musiker och som startades för att föra låtskrivare och musiker i Sverige närmare varandra.
Genom åren har Studio träffat, intervjuat eller filmat flera av de största och mest intressanta personligheterna inom Sveriges musikliv, men även besökt många av de mest tongivande studiorna.
Grundare och nuvarande ägare är Andreas Hedberg och Björn Olsberg.